# Sigge Bergman
Sigfrid "Sigge" Wilhelm Bergman, född 1905 i Luleå, död 2001 i Rättvik, var en svensk idrottsledare, officer (kapten) och sportjournalist. 

## Idrottspionjär
1928 avlade Bergman gymnastikdirektörsexamen vid GCI (numera GIH) i Stockholm, därefter verkade han som frilansande sjukgymnast i utlandet, skidlärare för Skidfrämjandet (numera Friluftsfrämjandet) och som simlärare i Saltsjöbaden. Han introducerade 1934 tillsammans med Olle Rimfors på allvar utförsåkningen i landet. Han gjorde därtill pionjärinsatser inom idrottsfysiologi, musik till gymnastik och crawlsim. Han vistades två säsonger i St. Anton i Hannes Schneiders skidskola och blev den förste svensk att få österrikisk skidlärarexamen, meriter som låg till grund för införandet av slalom i Sverige. Han blev rektor för landets första stationära slalomskola och fick uppdraget att skriva de första svenska tävlingsreglerna för slalom. Han blev landets första slalomstjärna och stod som vinnare i flera tävlingar, bl.a. Sveriges första internationella slalomtävling i Storlien 1935 och i störtloppet Årebragden 1935 och 1936. Han blev proffsförklarad 1936 och fick därmed inte ställa upp i de olympiska spelen.

## Idrottsledare
Bergman var ordförande i Svenska Skidförbundet 1952–1961 och dess sekreterare under perioderna 1939–1952 och 1961–1976. Som Internationella Skidförbundets (FIS) generalsekreterare 1961–1979 styrde han den internationella skidutvecklingen tillsammans med ordföranden Marc Hodler, och innan dess var han ordförande i FIS längdåkningskommitté (1946–1961) och ledamot i dess alpina kommitté (1939–1946). Han var ledare vid samtliga olympiska spel 1936–1994, med undantag av sommarspelen 1984 och 1988, därtill ledare för många övriga internationella tävlingar. Han agerade chef de mission vid två OS: München 1972 och Montréal 1976. Åren 1953–1976 var han styrelseledamot av Sveriges Olympiska Kommitté, han satt i Riksidrottsförbundets överstyrelse 1956–1973 samt i Friluftsfrämjandets styrelse 1942–1964. Han var en av personerna bakom Sveriges comeback i OS i Cortina 1956 efter nederlaget i Oslo 1952. Han var ordförande i organisationskommittén för VM på skidor i Falun 1954 och var generalsekreterare för EM i friidrott i Stockholm 1958. Han verkade starkt för landets internationella idrottskontakter och propagerade i många decennier för ett vinter-OS i Sverige. Han var en stark motståndare till Avery Brundages olympiska amatörbestämmelser. Han tillhörde också dem som efter andra världskriget blev starkt kritiserade av norrmännen för deltagandet i de omstridda VM i Cortina 1941 och för att ha lovordat den därpå följande tävlingsveckan i Garmisch-Partenkirchen.

## Journalist och officer
Bergman verkade därutöver som deltidsanställd sportjournalist. Han handplockades 1936 av svensk sportjournalistiks fader, David Jonason, och skrev bland annat för Dagens Nyheter, Stockholms-Tidningen och Idrottsbladet. Han var en av de första journalisterna som bevakade utförsåkningen och skrev även om simning, fäktning, modern femkamp m.m.. Han grundade tidningen Svensk skidsport och var dess ansvarige utgivare 1969–1994. Han författade även åtskilliga skidböcker. Som kapten i reserven för Livgrenadjärregementet I4 lärde han svenska soldater modern skidteknik under andra världskriget och genomförde även hemliga bevakningsuppdrag på skidor i trakten kring Narvik i april 1940, i samband med att tyskarna intog Norge.

## Tävlingserfarenheter
Efter 60 års medverkande i idrottstävlingar av alla slag fastslog han Gunder Hägg vara Sveriges främsta idrottsman genom tiderna medan Sixten Jernberg var favoriten bland skidåkare. Av de 24 olympiska spel han upplevde höll han Garmisch-Partenkirchen 1936 och Cortina 1956 varmast i minnet men ansåg att Tokyo 1964 var bäst organiserat. Ingemar Stenmarks dubbla guld i Lake Placid 1980 var hans starkaste tävlingsminne bland vinteridrotterna och Jesse Owens 100-meterslopp i Berlin 1936 bland sommaridrotterna.

## Familj
Bergman bodde under sina yrkesverksamma år i Stockholm. Han gifte sig 1936 med Karin Wallstedt, utlandschef på Sveriges Radio, och paret fick fyra söner. Han är gravsatt på Norra begravningsplatsen i Solna. Hans samlingar av idrottsrelaterade böcker, brev, protokoll, pressklipp och utmärkelser förvaras på Haus des Skisportes i Oberhofen, Schweiz, samt på Dalarnas Idrottsmuseum, Falun.

## Utmärkelser

### Ordnar och kungliga medaljer
- Riddare av Första klass av Finlands Lejons orden - 1945
- H.M. Konungens medalj - 1953
- Riddare av Vasaorden - 1954
- Kommendör av Vasaorden - 1958
- Riddare av Italienska republikens förtjänstorden - 1960
- HM Konungens medalj i Serafimerordens band - 1988

### Övriga medaljer
- Svenska scoutförbundets silverkors för räddande av människoliv 1918
- Ski Club Arlbergs förtjänstmedalj 1943
- Svenska skidförbundets guldmedalj 1948
- Finlands idrotts förtjänstkors 1958
- Norges skidförbunds jubileumsmedalj 1961
- Sixtusmedaljen 1970
- Finlands idrotts guldplakett 1975
- Kina/Taiwans förtjänstorden 1975
- Sveriges olympiska kommittés guldplakett 1975
- Norges skidförbunds plakett 1975
- Olympiska orden i brons 1979
- Riksidrottens Vänners stipendium 1985
- Prinsens plakett 1987
- The King Olav Trophy 1993
- Olympiska orden i silver 1997

## Medlemskap
Hedersmedlemskap i Sveriges Olympiska Kommitté, Svenska Skidförbundet, Internationella Skidförbundet, Schweiz skidförbund, The Ski Club of Great Britain, Foren til Ski-Idrettens Fremme, Ski Club Arlberg och The Kandahar Ski Club.

### Som del av redaktionskommitté
- I svenska skidspår (1942)
- Allhems sportlexikon I-III (1948-1951)
- Bortom vardagen: en bok om friluftsliv i svensk natur (1951)
- Skidhandboken (1952)
- World Ski Championships 1954 (1954)
- Längdlöpning på skidor (1954)
- Encyclopedia of the Olympic Winter Games (1964)

## Fotnoter
1. ↑  Norra begravningsplatsen: Kändisarna, läs online, läst: 22 december 2016.[källa från Wikidata]
2. ↑  Bergman, SIGFRID WILHELM, Svenskagravar.se, läs online, läst: 12 april 2017.[källa från Wikidata]
3. ↑  Libris, Kungliga biblioteket, 30 oktober 2012, Libris-URI: rp3584j90ptcxxd, läst: 24 augusti 2018.[källa från Wikidata]
4. ↑  Erja Yläjärvi (red.), Helsingin Sanomat, Sanoma Media Finland, 26 februari 1958, s. 18 .[källa från Wikidata]
5. ↑  Obituary, Chicago Tribune, Jan 8 2001
6. ↑   Nationalencyklopedin, Höganäs 1989-1996
7. ↑   "Ski Official Warns of Olympic Boycott", New York Times, 14 Dec 1970
8. ↑  Olympic Review no 145, 1979